# Station La Celle-Saint-Cloud
 Station La Celle-Saint-Cloud is een spoorwegstation aan de spoorlijn Saint-Cloud - Saint-Nom-la-Bretèche. Het station ligt in de Franse gemeente La Celle-Saint-Cloud in het departement Yvelines (Île-de-France).

## Geschiedenis
Het station werd op 4 oktober 1959 geopend ter ontsluiting van de plaats La Celle-Saint-Cloud. Sinds zijn oprichting is het eigendom van de Société nationale des chemins de fer français (SNCF).

## Ligging
Het station ligt op kilometerpunt 20,695 van de spoorlijn Saint-Cloud - Saint-Nom-la-Bretèche.

## Diensten
Het station wordt aangedaan door treinen van Transilien lijn L tussen Paris-Saint-Lazare en Saint-Nom-la-Bretèche - Forêt de Marly.

## Vorig en volgend station
| Richting                               | Vorig station | Lijn    | Volgend station | Richting           |
| -------------------------------------- | ------------- | ------- | --------------- | ------------------ |
| Saint-Nom-la-Bretèche - Forêt de Marly | Bougival      | Trans L | Vaucresson      | Paris-Saint-Lazare |